# ULA
United Launch Alliance (ULA) — це спільне підприємство підрозділів двох американських компаній: Lockheed Martin Space Systems та Boeing Defense, Space & Security, що представляють Lockheed Martin та Boeing відповідно. Фірма створена у 2006 році, щоб займатися виробництвом та запуском у космос ракет-носіїв та космічних апаратів для Федерального уряду США. Безпосередньо урядових замовників представляють Міністерство оборони США та НАСА. Використовуючи ULA, Lockheed Martin і Boeing ціле десятиліття мали монопольне становище на ринку військових космічних запусків, аж поки у 2016 році Міністерство Повітряних сил США не підписало контракт на запуск свого супутника GPS із компанією SpaceX.

## Історія
United Launch Alliance була створена 1 грудня 2006 року. У грудні 2013 року фірма підписала контракт із ВПС США на обслуговування 28 запусків ракет за $11 млрд. У вересні 2014 року повідомлено про виграш конкурсу на підписання контракту на $938 млн. щодо додаткового обслуговування ракетних запусків по вже підписаним раніше контрактам.
Також у 2014 році головним виконавчим директором фірми замість Michael Gass став Tory Bruno. У жовтні цього ж року ULA заявила про намір реструктуризувати виробництво та зменшити вартість запуску в половину. Це було викликано конкуренцією із SpaceX. Зміни мають привабити нових замовників, не лише із військової сфери, а й з цивільної.
У червні 2017 року відомий новинний сайт Ars Technica проаналізував витрати ВПС США і з'ясував, що у 2020-'21 роках вартість кожного запуску від ULA може обійтися бюджету  у$420 млн. Tory Bruno назвав це «вводом в оману». А в липні з'явилася інформація, що вартість місії STP-3 із використанням Atlas V сягає $191 млн. Це, звісно, менше, ніж сума, розрахована журналістами, але значно більше, ніж пропонує компанія-конкурент SpaceX ($90 млн за запуск). Поширювалися розмови про несправедливе надання урядом субсидій ULA.

## Продукція
United Launch Alliance виробляє наступні ракети-носії:
- Delta-2,
- Дельта IV,
- Delta IV Heavy,
- Atlas V,
- Вулкан — «ракета-носій нового покоління», яка розробляється з 2014 року шляхом міксу існуючих технологій Atlas V і Дельта IV для створення наступника для Atlas V, що дозволить вдвічі знизити витрати на запуск. Спочатку перший політ планувався не раніше середини 2020 року. А після 2024 року існуючий другий ступінь ракети Centaur планують замінити на Advanced Cryogenic Evolved Stage[en] (ACES). Окрім стандартної функції по запуску супутників, цей ступінь може слугувати паливним танкером для космічної заправки. В грудні 2023 року, компанія ULA повідомила, що перший запуск нової ракети «Vulcan Centaur» перенесений на 8 січня 2024 року[8].

## Стартові комплекси
Наразі ULA використовує п'ять стартових майданчиків:
- На Східному узбережжі для запуску Atlas V — LC 41[en], а для запуску Дельта IV — LC 37[en]. Обидва вони знаходяться на Базі ВПС США на мисі Канаверал, Флорида.
- На Західному узбережжі для запуску Delta-2 застосовують SLC 2[en], для Дельта IV — SLC 6 і для Atlas V — SLC 3E[en]. Вони знаходяться на авіабазі Ванденберг, Каліфорнія.

У 2015 році були анонсовані плани по зменшенню кількості майданчиків лише до двох одиниць до 2021 року. З них буде запускатися ракета-носій «Вулкан».

## Запуски
Сімейства ракет Atlas (від Lockheed) та Delta (від Boeing) використовуються вже більше 50-ти років для запуску на навколоземні орбіти військових, метеорологічних та супутників зв'язку. Також за їх допомоги здійснювалися запуски у глибокий космос, в тому числі міжпланетні науково-дослідницькі місії. Іноді ULA підіймає неурядові супутники.
Перший запуск, що проводила ULA, відбувся 14 грудня 2006 року за допомогою ракети Delta-2. На орбіту було піднято секретний супутник USA 193, який невдовзі після запуску вийшов із ладу. У 2008 році його було знищено бойовою ракетою.
2 жовтня 2015 року ULA завершила свою соту місію із Mexsat-2 на борту Atlas V.